# Puszkinskaja (stacja metra w Moskwie)
Puszkinskaja (ros. Пушкинская – Puszkińska) – stacja moskiewskiego metra linii Tagańsko-Krasnopriesnieńskiej (kod 119). Otwarta na odcinku łączącym dwa istniejące już fragmenty linii. Stację nazwano na cześć rosyjskiego poety okresu romantyzmu, A. Puszkina i zbudowano pod placem jego imienia (Пу́шкинская пло́щадь). Na stacji istnieje możliwość przejścia na stację Twierskają linia Zamoskworieckiej (od 1979 roku) i stację Czechowskają linii Sierpuchowsko-Timiriaziewskiej (od 1987 roku). Do listopada 1990 roku, gdy przemianowano ulicę Gorkowa i stację Gorkowskaja (Горьковская) na Twierskaja (Тверская), stacje te tworzyły trójkąt wielkich pisarzy rosyjskich: A. Czechowa, M. Gorkiego i Puszkina. Jest to jeden z najważniejszych węzłów w moskiewskim metrze. Wyjścia prowadzą na ulice Twerskaja i plac Puszkina.

## Wystrój
Stacja jest trzykomorowa, jednopoziomowa, posiada jeden peron. W zamyśle architektów wzorowana na stylu XIX wieku. Kolumny pokryto białym marmurem zdobionym wzorem liścia palmowego, ściany zielonym marmurem i ozdobiono mosiężnymi wtrąceniami z motywami z twórczości Puszkina. Oświetlenie stanowią żyrandole przypominające świece. Podłogi wyłożono szarym granitem. W przejściu do stacji Czechowskaja znajduje się popiersie Puszkina.